# 格輔元
格輔元（7世纪—691年），汴州浚儀（今河南省开封市）人，唐朝官员。因弱冠時考中明經，累遷殿中侍御史，歷任御史中丞、同鳳閣鸞台平章事、左肅政臺御史大夫。
天授二年(691年)六月，以左肅政大夫格輔元為地官尚書，與鸞台侍郎樂思晦、鳳閣侍郎任知古並同平章事。因反對立武承嗣爲太子被誅。

## 家庭
父
父親是格處仁，曾仕隋為剡丞，與同郡王孝逸、文林郎繁師玄、羅川郡戶曹靖君亮、司隸從事鄭祖咸、宣城縣長鄭師善、王世充的中書舍人李行簡、處士盧協皆有名，號「陳留八俊」。
兄
- 格希元，唐高宗時擔任洛州司法參軍，章懷太子召令與洗馬劉訥言等註解范曄《後漢書》，行於代。先於格輔元過世。[5]

子
二子：
- 格遵，亦舉明經第，為太常寺太祝，亡命匿中牟十餘年。神龍初年，訴父冤，擢累贊善大夫[3]。
- 格逵。

## 延伸阅读
[在维基数据编辑]
 《新唐書·卷102》，出自《新唐書》